# Minamoto no Tametomo
Minamoto no Tametomo (源為朝)(1139-1170) était un samourai, fils de Minamoto no Tameyoshi et frère de Minamoto no Yukiie. Il participa à la Rébellion Hōgen de 1156 pour défendre le palais de Shirakawa contre les forces de Taira no Kiyomori et Minamoto no Yoshitomo, son autre frère. Le palais prit feu et Tametomo fut obligé de fuir.
Tametomo est connu comme un puissant archer et la légende raconte qu'il coula un navire Taira avec une seule flèche et que par sa force, il pouvait aussi transpercer n'importe quelle armure avec une flèche.
En 1170, lors du conflit entre les Minamoto et les Taira, Tametomo fut cerné par des guerriers Taira sur une petite île. Selon les chroniques de l'époque, il est le premier guerrier à avoir pratiqué le seppuku.